# Робоча вулиця (Дніпро)
Робоча вулиця — вулиця у Чечелівському районі міста Дніпра.

## Опис
Робоча вулиця підіймається з півночі на південь від проспекту Лесі Українки до Криворізької вулиці, за котрою розташований велетень ракетно-космічної промисловості «Південний машинобудівний завод». Довжина вулиці — 3600 метрів. У нижній половині вулиця проходить через катеринославську Робітничу слободу, а у вищій половині, на пагорбі, через дніпропетровську житлову забудову Нижнє. На заході, на схилах Сухого яру (інша назва Аптекарська балка), до вулиці тулиться катеринославське селище Шляхівка (інші назви Надеждівка, або радянська — Шевченко).

## Будівлі
- № 1 — Дорожня дитяча лікарня;
- № 3 — Свято-благовіщенський храм УПЦ-МП;
- № — ж/к «Зеніт»;
- № 23в — ХРОПЕ «Відродження» — молитовний будинок пастора Володимира Мунтяну;
- № 24а — Дніпропетровська місцева прокуратура № 4[1];
- № 69 — поштове відділення 49008;
- № 75а — середня школа № 46;
- № 166 — Палац Культури «Машинобудівників»;
- № 174 — Готель «Південний»;
- (Криворізька вулиця, 1) — центральна прохідна «Південного машинобудівного заводу».

## Перехресні вулиці

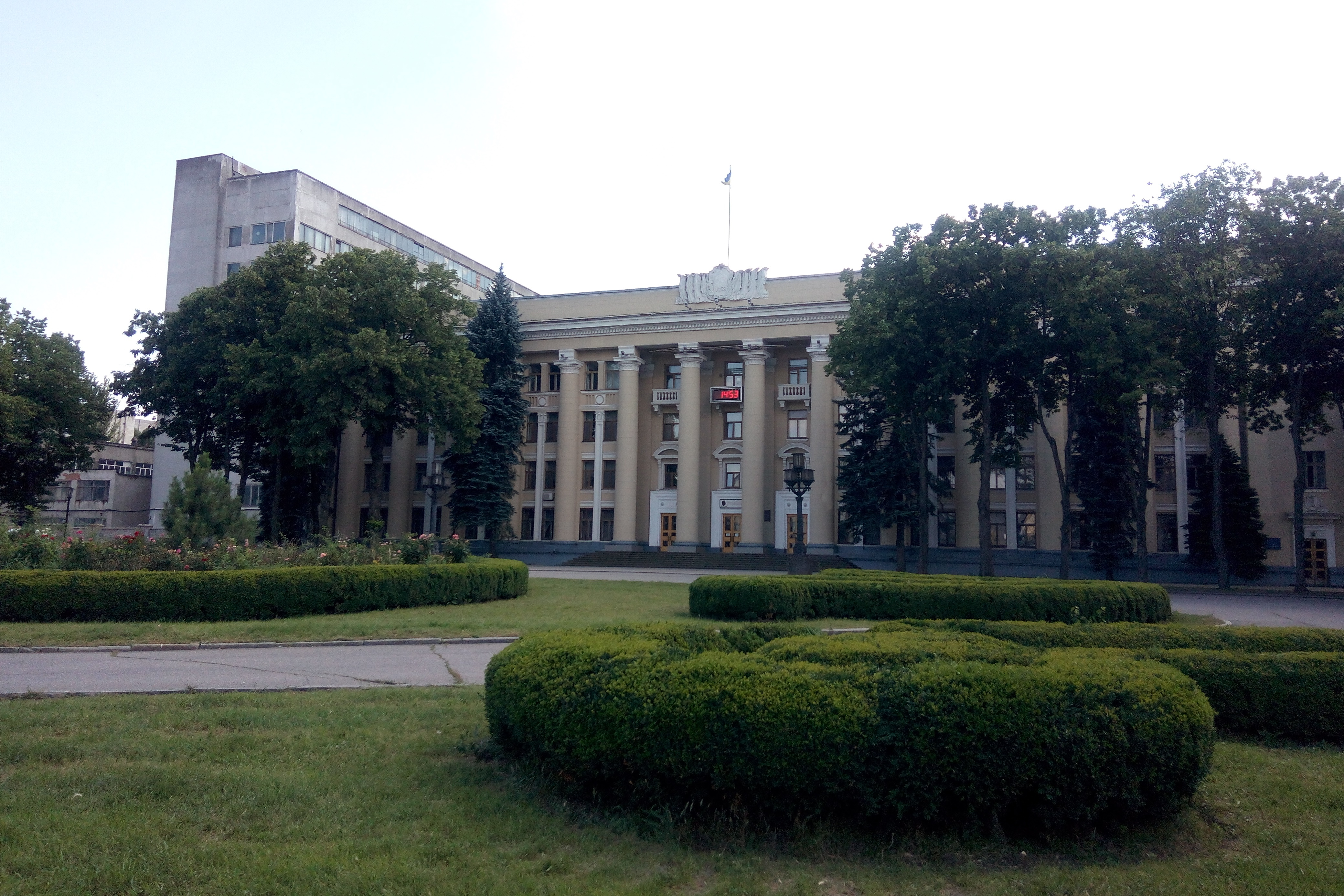
Центральна прохідна Південного машинобудівного заводу

- Проспект Лесі Українки
- вулиця Володимира Антоновича
- вулиця Гостомельська
- Кавалерійська вулиця
- вулиця Патона
- вулиця Ньютона

- вулиця Ігоря Клюєва
- вулиця Національної Гвардії
- вулиця Тростянецька
- вулиця Каунаська
- вулиця Давида Бурлюка
- вулиця Професора Герасюти
- вулиця Братів Горобців
- Театральна вулиця
- вулиця Чубинського
- Криворізька вулиця

## Транспорт
Вздовж всієї вулиці прокладена трамвайна колія. Майже від початку (від вулиці Антоновича) до кінця ходить трамвайний маршрут № 11. Унизу вулиці одним кварталом ходить маршрут № 5 від проспекту Лесі Українки до вулиці Антоновича.
Тролейбус ходить горішньою частиною вулиці — від перехрестя з вулицею Національної Гвардії до Криворізької вулиці (до кінця Робочої вулиці):
- кільцевий маршрут № А та Б від вулиці Національної Гвардії до Криворізької вулиці,
- № 19 від вулиці Національної Гвардії до Криворізької вулиці.

## Світлини

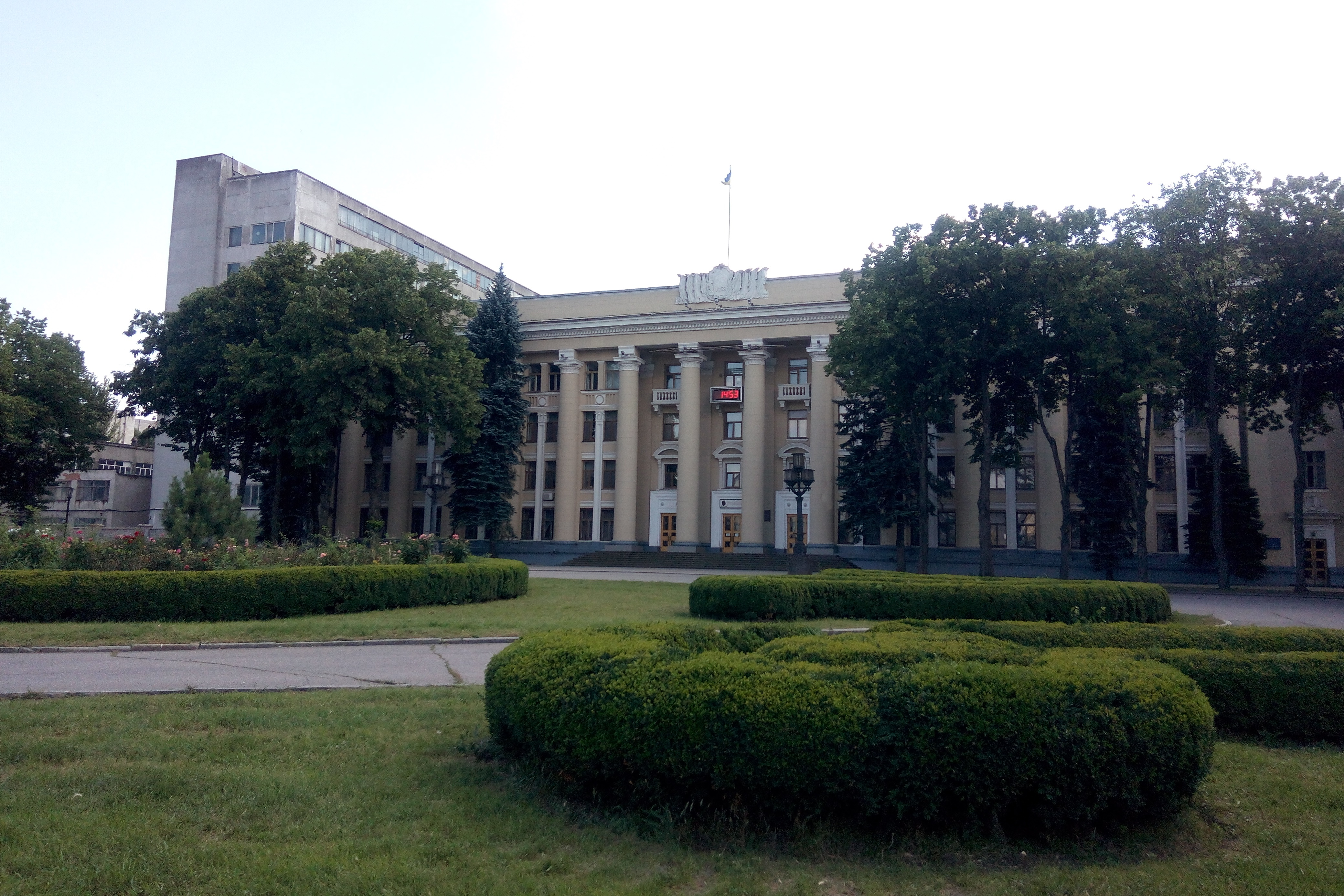
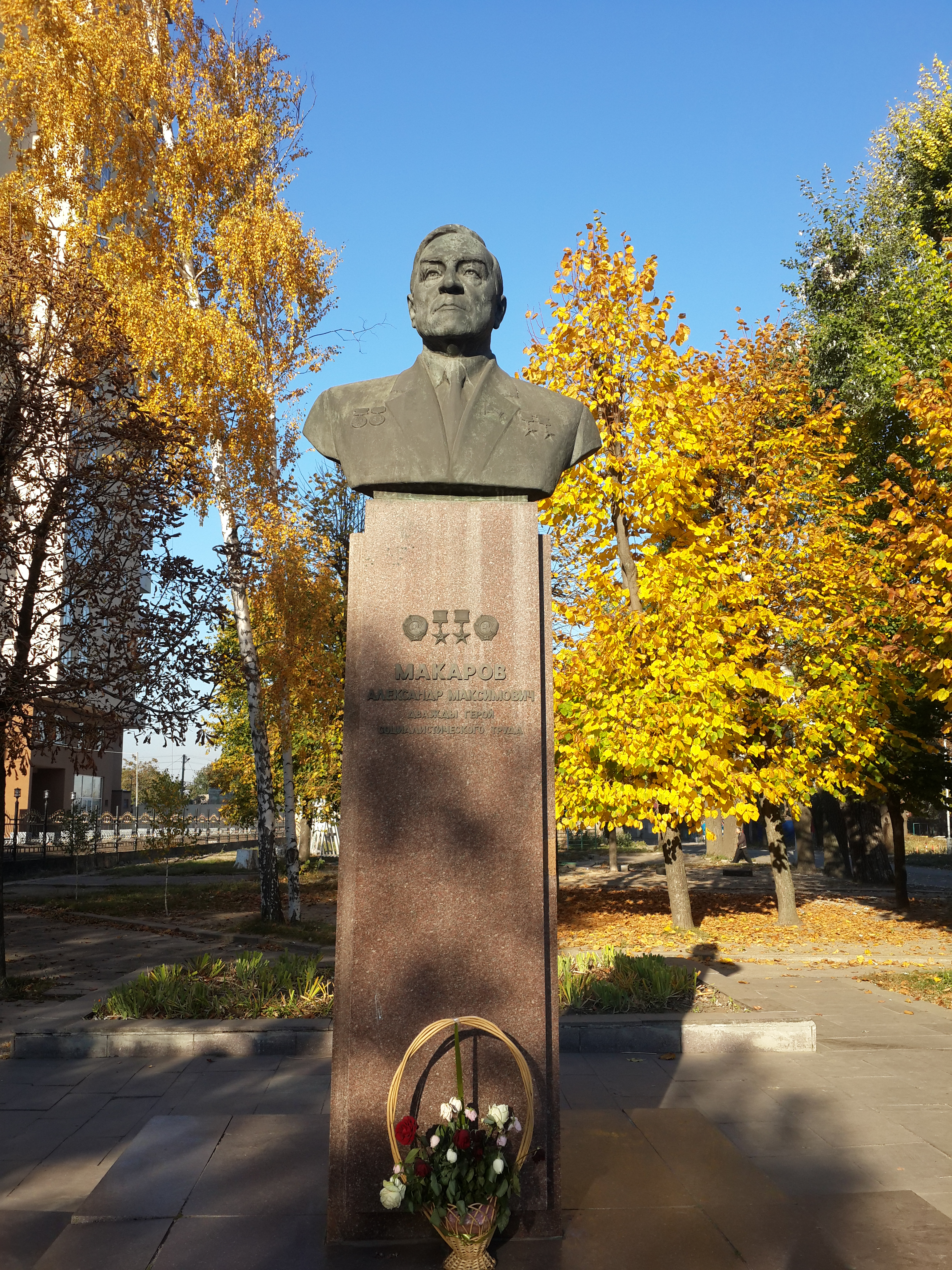
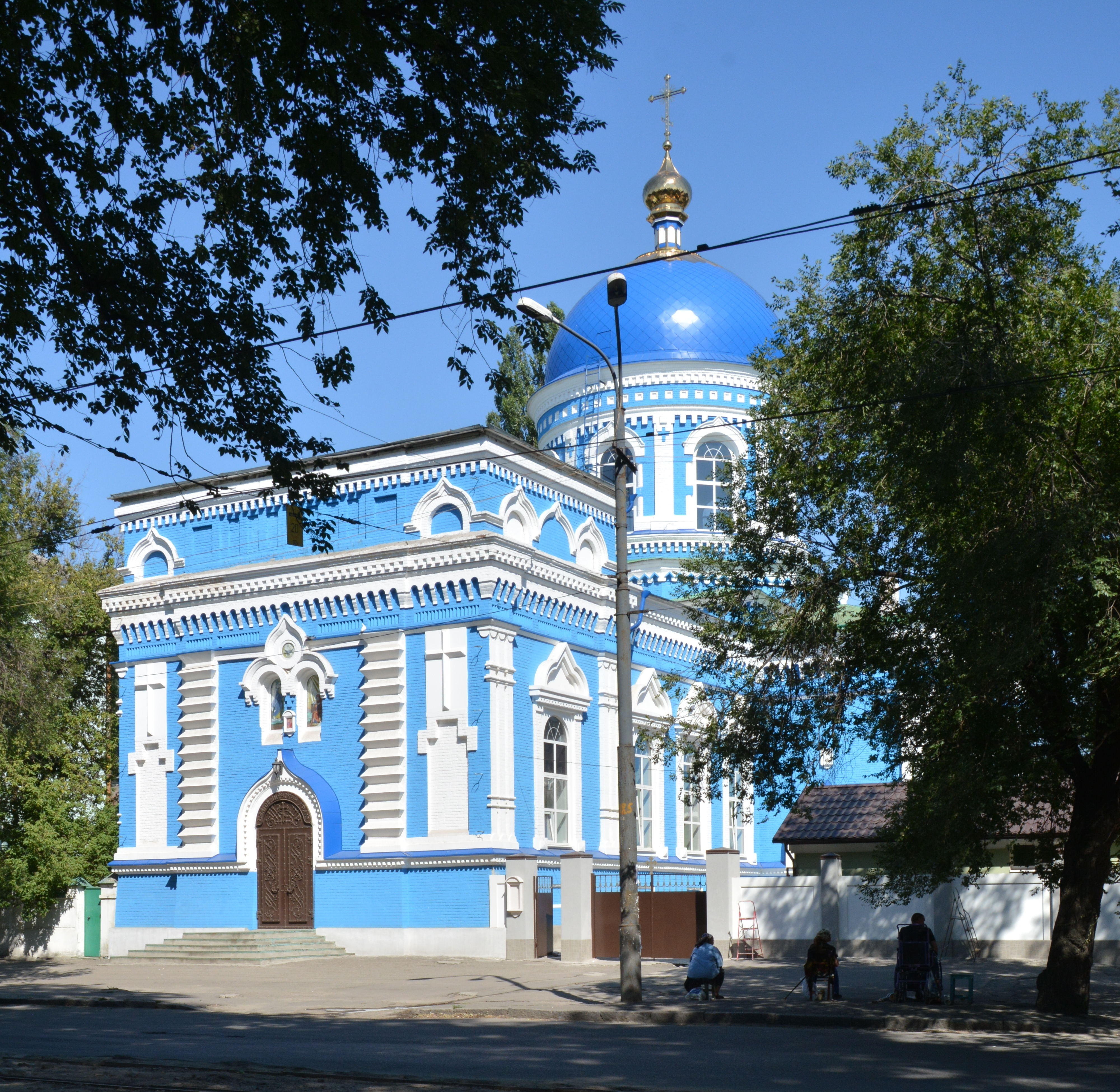
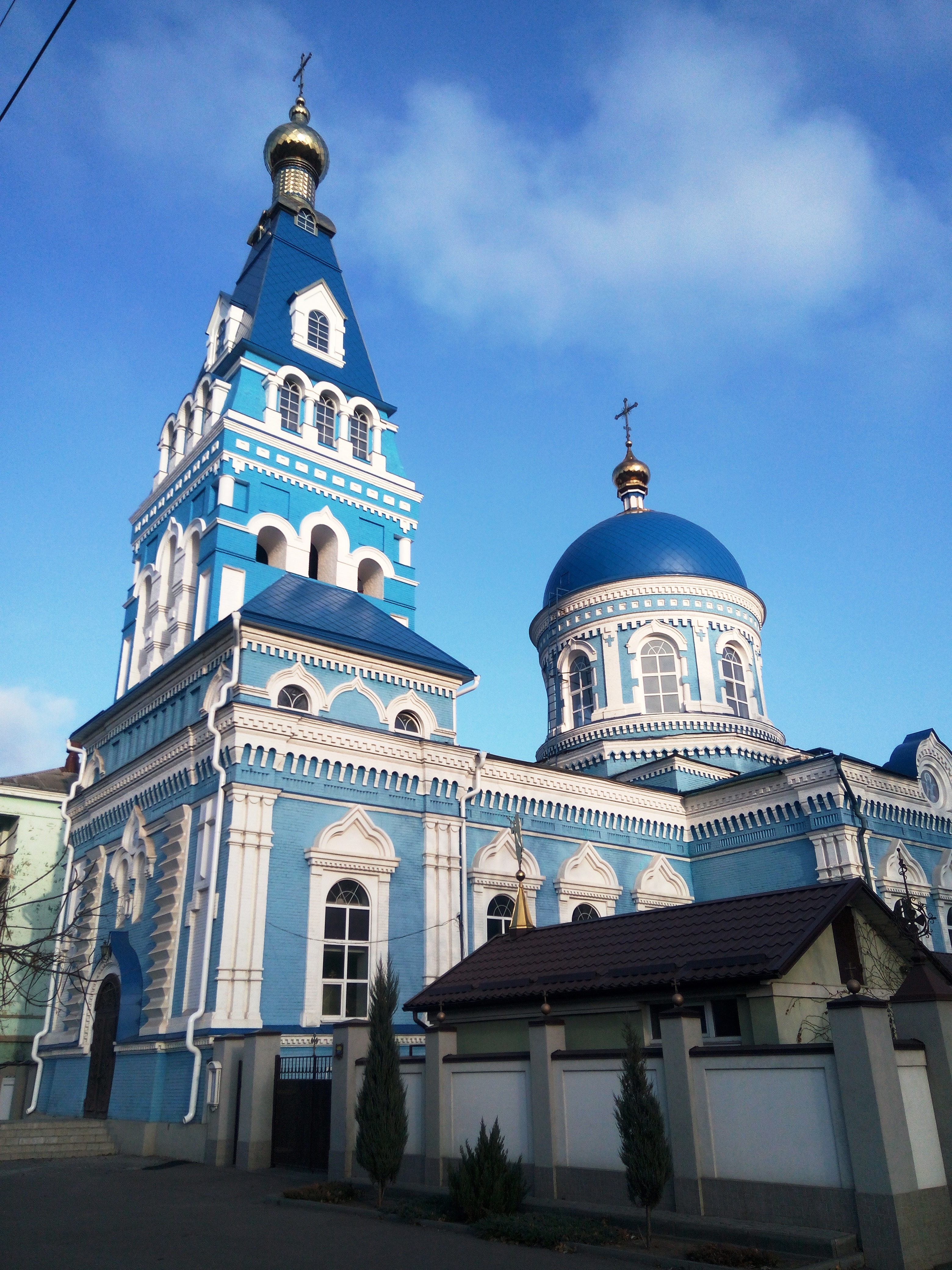
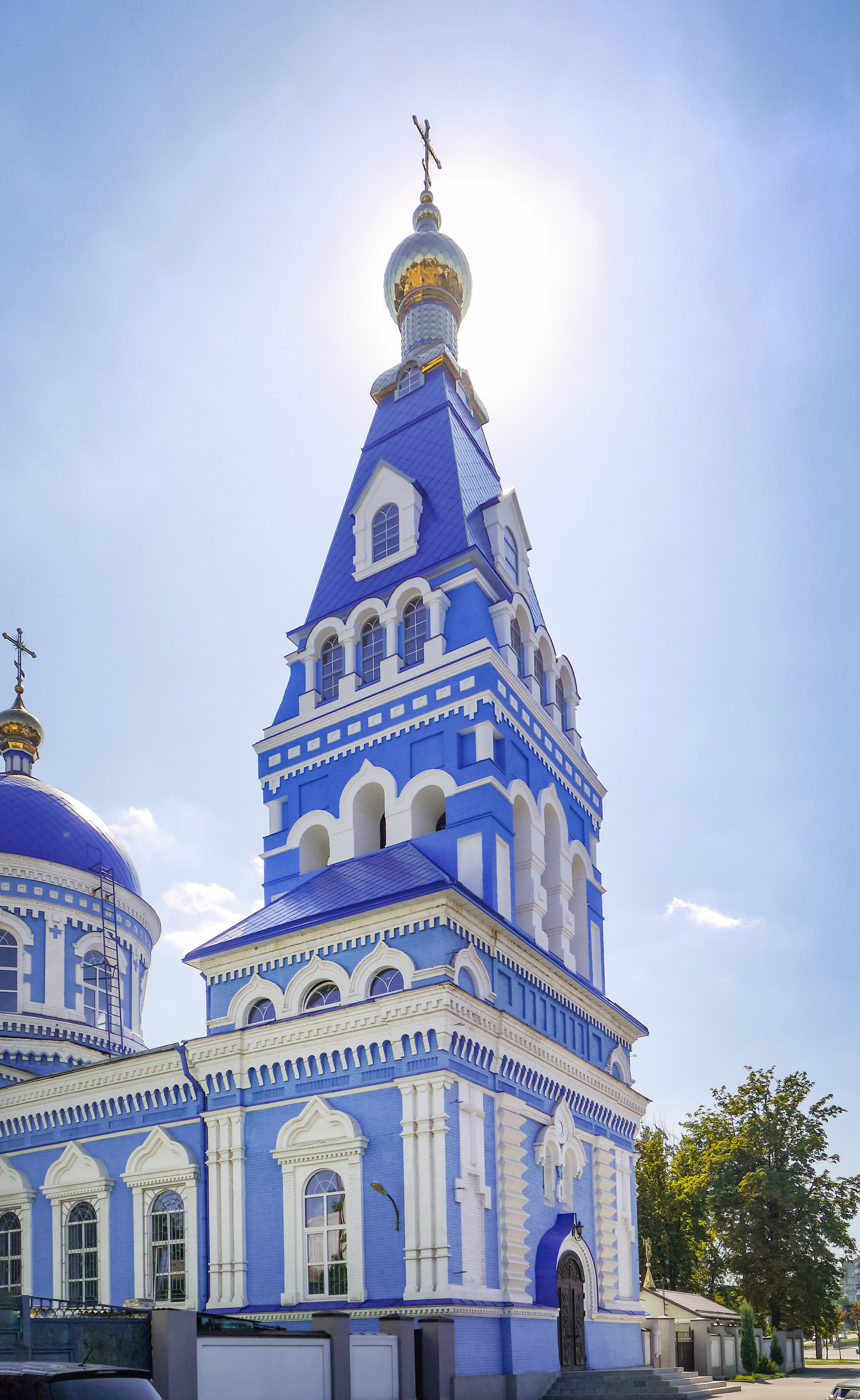
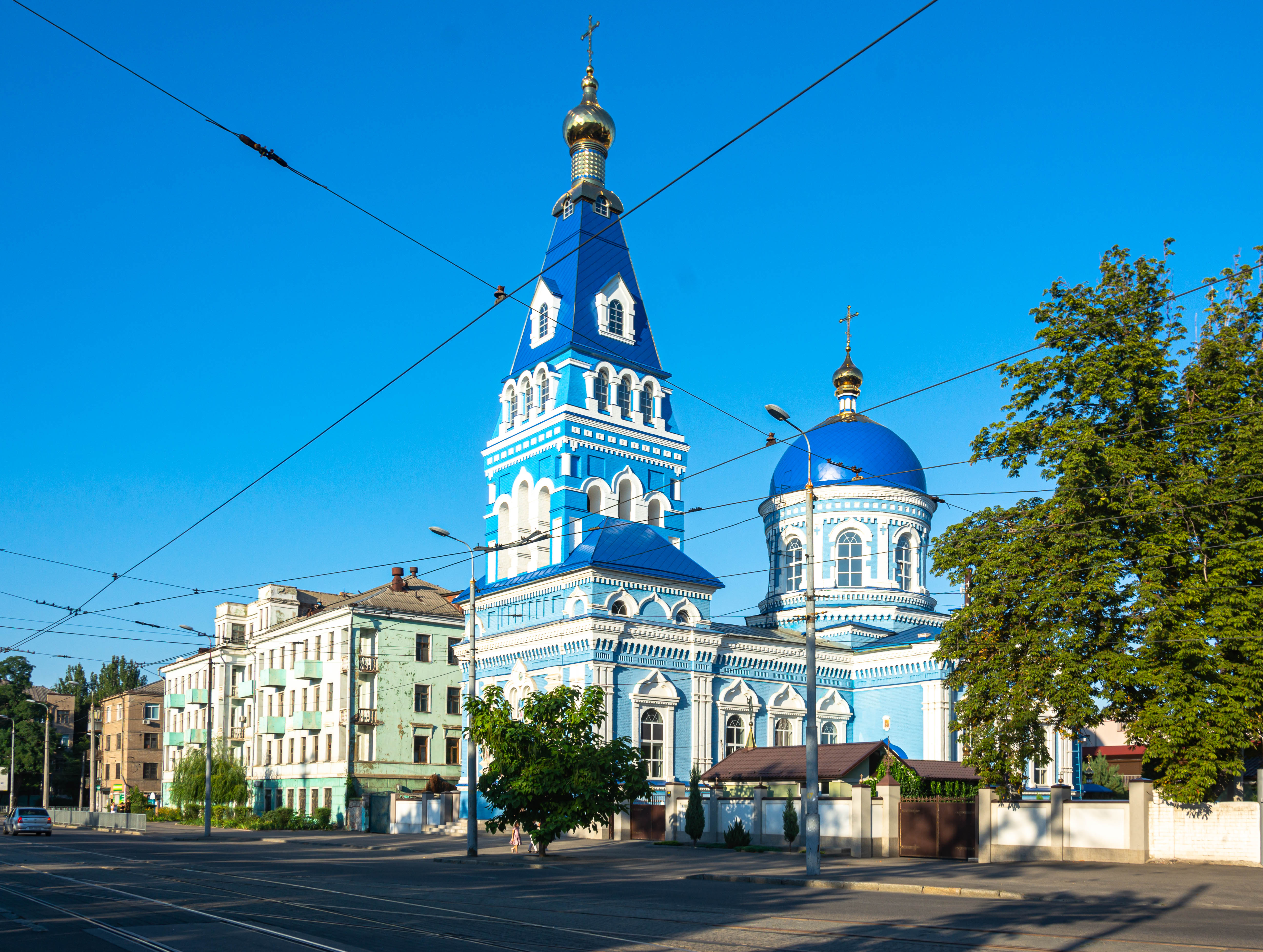
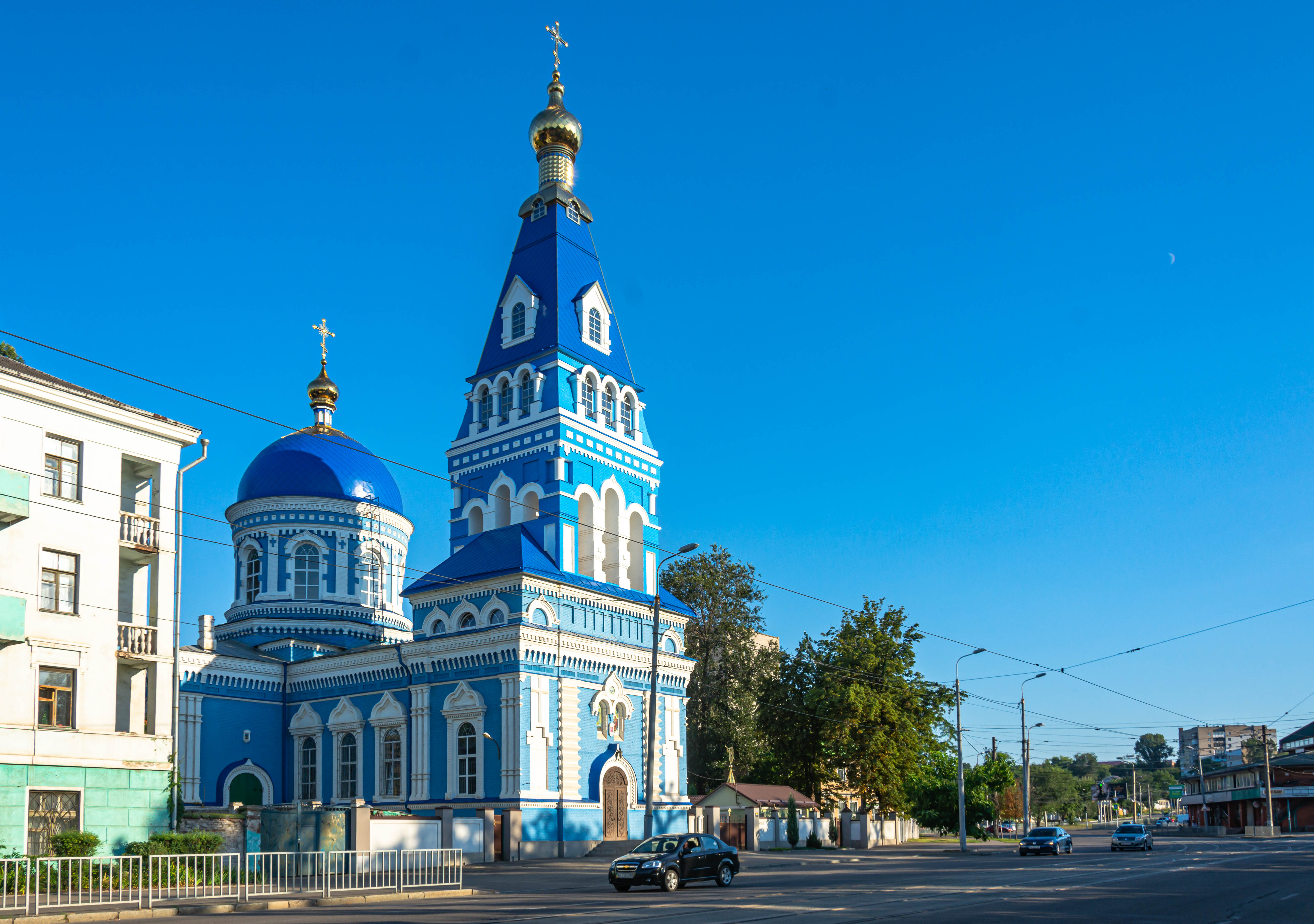
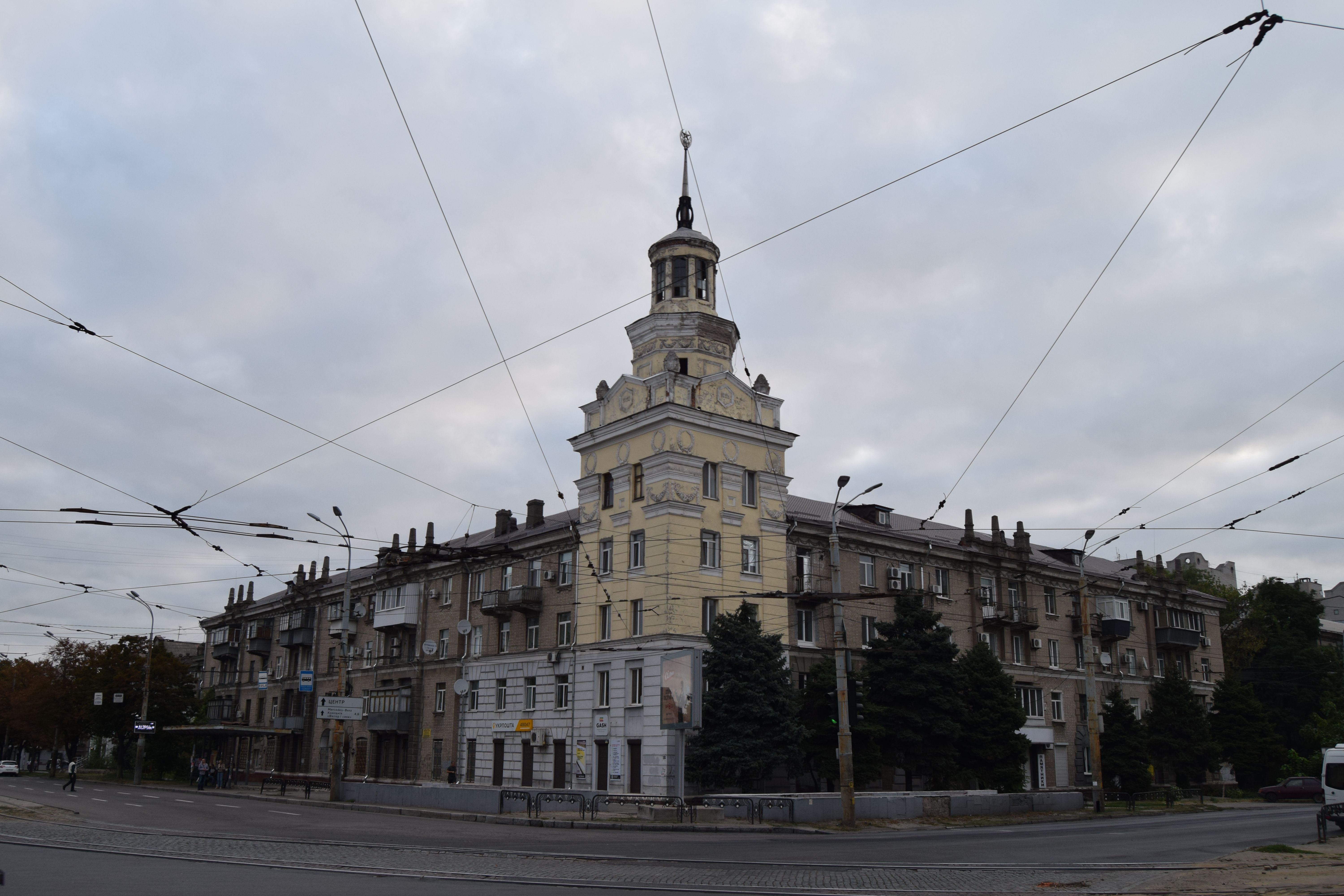
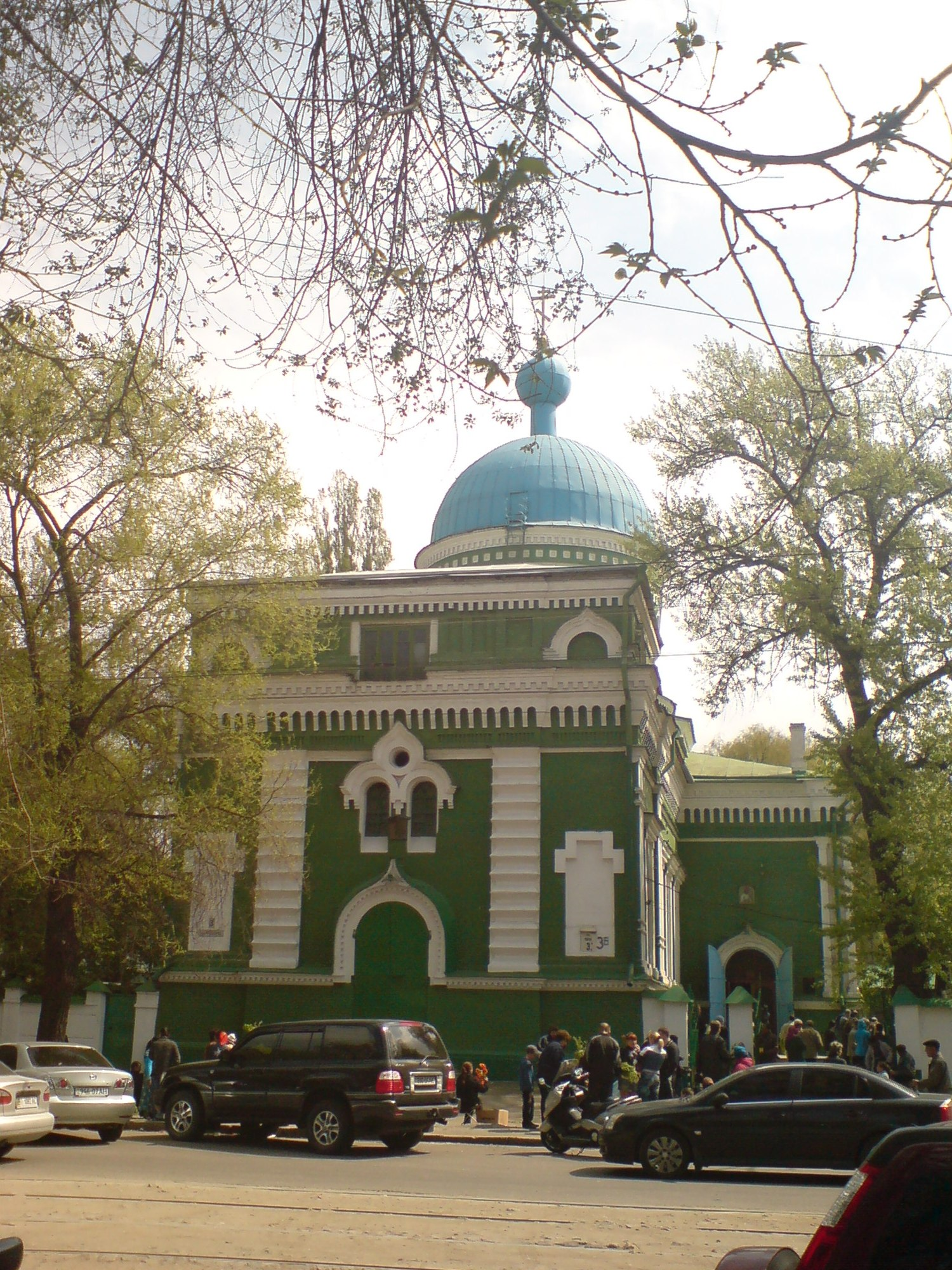